# تمثال إبيه إيل
تمثال إبيه إيل، هو تمثال يعود إلى القرن الخامس والعشرين قبل الميلاد، يُصور العمل صلاة «إبيه إيل» (بالأكدية: 𒂗𒋾𒅋)، حاكم مملكة ماري القديمة. تم اكتشاف التمثال في معبد عشتار في ماري خلال أعمال التنقيب التي قادها عالم الآثار الفرنسي «أندريه بارو». وهو مصنوع من المَرْمَر مع حشوات من الشِيسَت والصَدَف واللَازَوَرْد. وُصِف العمل بأنه «تُحفة فنية بحُكم الحرفة، وحالة الحفاظ، والأسلوب». يَستريح التمثال اليوم ضمن مُقتنيات مُتحف اللوفر.

## مُلخص
يُصور التمثال المصنوع من المرمر الأملس الشفاف رجلًا جالسًا على حاشية من الخيزران. يظهر في وضع الصلاة ويداه مُتشابكتان على صدره (علامة إخلاص للإله). 
الرجُل حليق الرأس، لحيته الطويلة من تجعيد الشعر الرأسي وقد حفرت ثقوبًا كانت مُطعمة سابقًا بمادة أخرى مفقودة الآن. تبرز اللحية خدود الشكل والشفاه المنحوتة بدقة تنقُل نصف ابتسامة. صُنعت العيون الزرقاء الباهرة بعناية وتفاصيل خاصة. تُشكل رقائق الشِيسَت والصَدَف واللَازَوَرْد الرموش والجفون والقرنية والقزحية على التوالي. تم استيراد طريقة الترصيع باللازورد من الشرق الأقصى حتى أفغانستان.
الرجُل له جذع عاري وخصر نحيف. اليدين مظمومتين ألى الصدر، واليد اليسرى مُغلقة ووضعها داخل اليد اليمنى. يرتدي الرجُل تنورة الكاوناكيس الاحتفالية ذات الطراز السومري. يبدو أن هذا التنورة الصوفية المُتقنة مصنوعة من إِهَاب الحيوانات (ربما من جلد الغنم أو جلد الماعز) كما يتضح من حقيقة وجود الذيل في الخلف. قدما التمثال مفقودتان لكن القطعة المُلحقة بهما لا تزال ظاهرة تحت الفستان.

النقش المكتوب بالمسمارية القديمة على مؤخرة التمثال، والذي يُعرِّف العمل يقرأ: 
"𒊨 𒂗𒋾𒅋 𒉡𒌉 𒀭𒈹𒍑 𒊕𒄸𒁺"
"dul, Ebih-il, nu-banda, dIštar Nita, sarig"
«تمثال إبيه إيل، المُشرف، قَد كرسه لعُشتار.»

## أعمال التنقيب
تم اكتشاف التمثال على جُزأين بواسطة فريق تنقيب فرنسي تحت قيادة «أندريه بارو». تم العثور على الرأس على رصيف الفناء الخارجي لمعبد عُشتار، وعلى بعد أمتار قليلة من الجسد مع تمثال أصغر للملك «إشقي ماري» (2350-2330 ق.م). تم كسر الذراع والكوع الأيسر، وتحطمت قاعدة الكوع الأيمن. كانت التماثيل أول اكتشاف رئيسي لحفريات ماري التي بدأت في شتاء عام 1933، تم العثور على الرأس في 22 يناير 1934، وباقي الجسد في 23 يناير 1934.

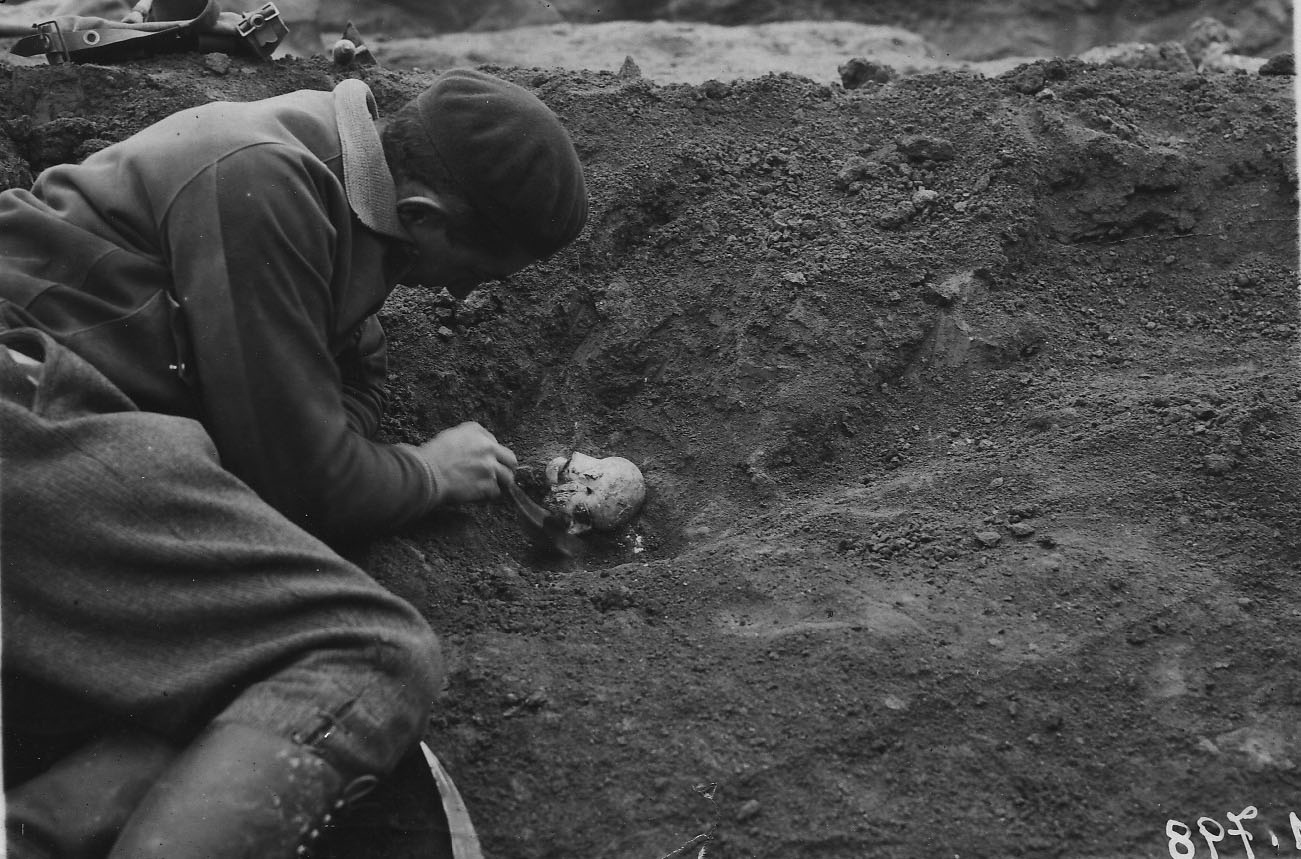
التنقيب عن راس «إبيه إيل» (22 يناير 1934)
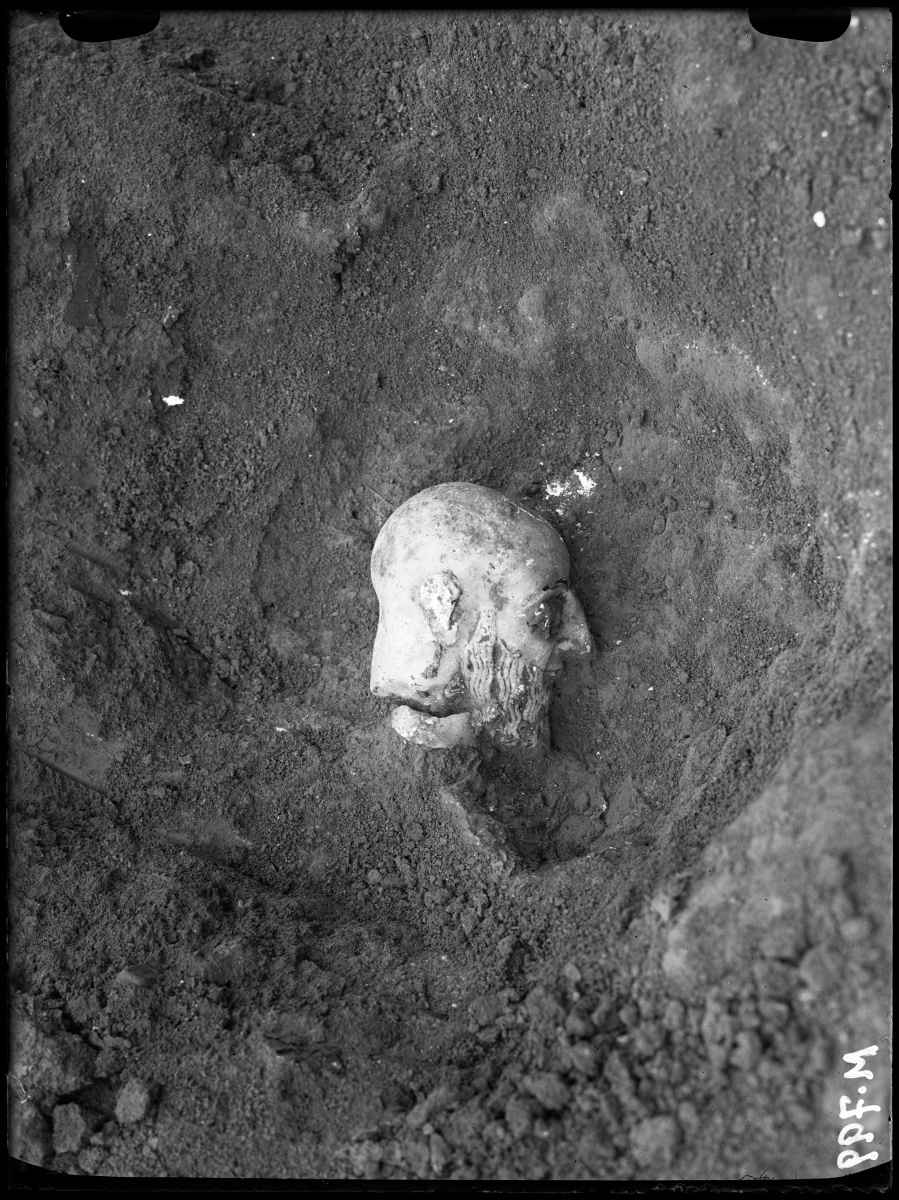
راس «إبيه إيل» (22 يناير 1934 الأكتشاف)
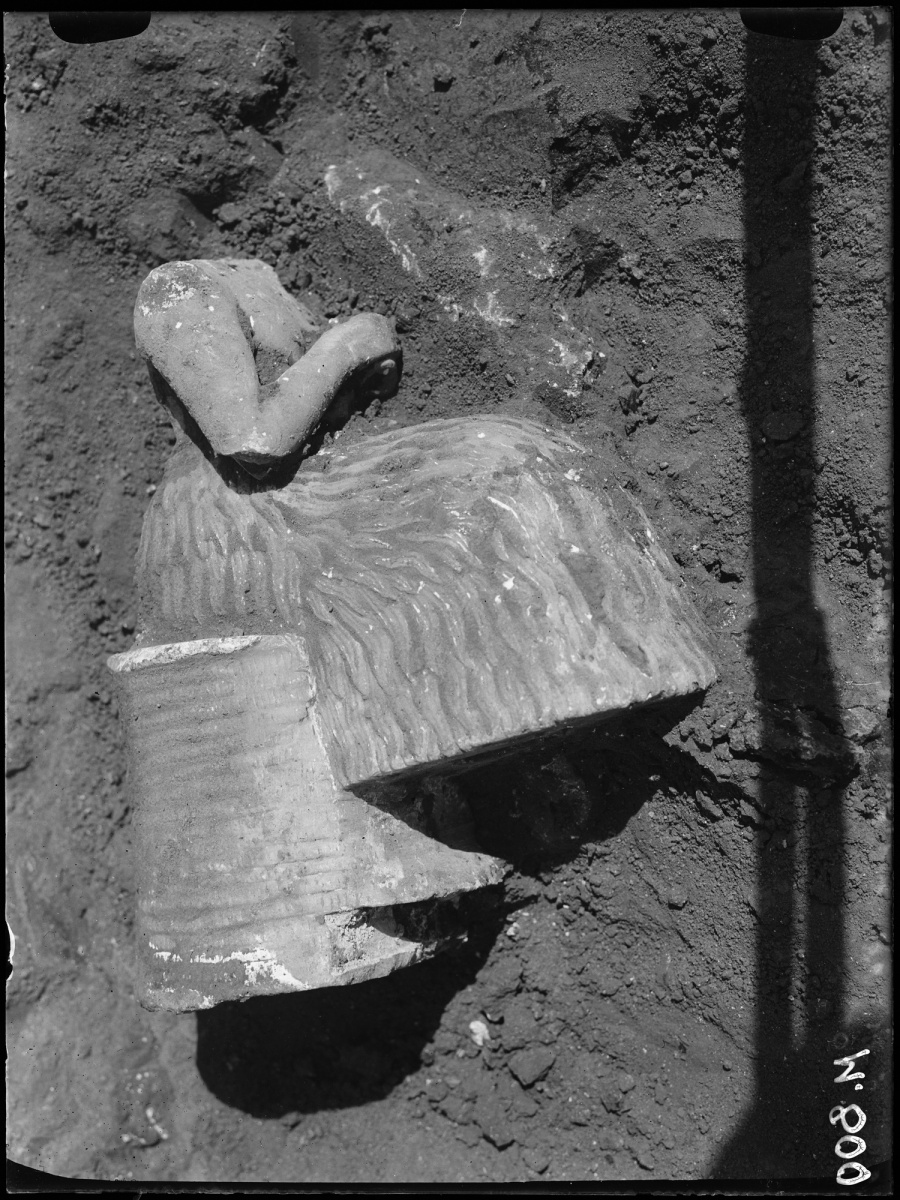
جسد «إبيه إيل» (23 يناير 1934 الأكتشاف)
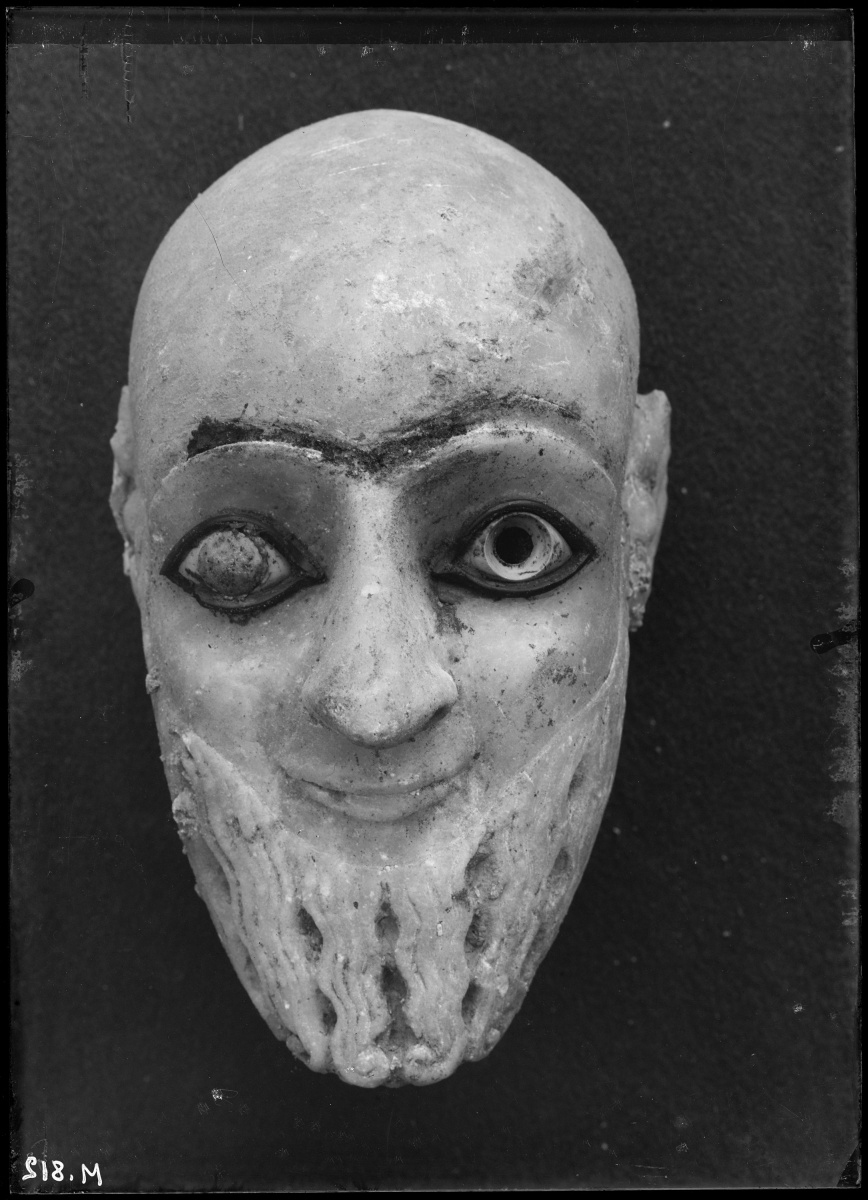
رأس «إبيه إيل» عند أكتشافه
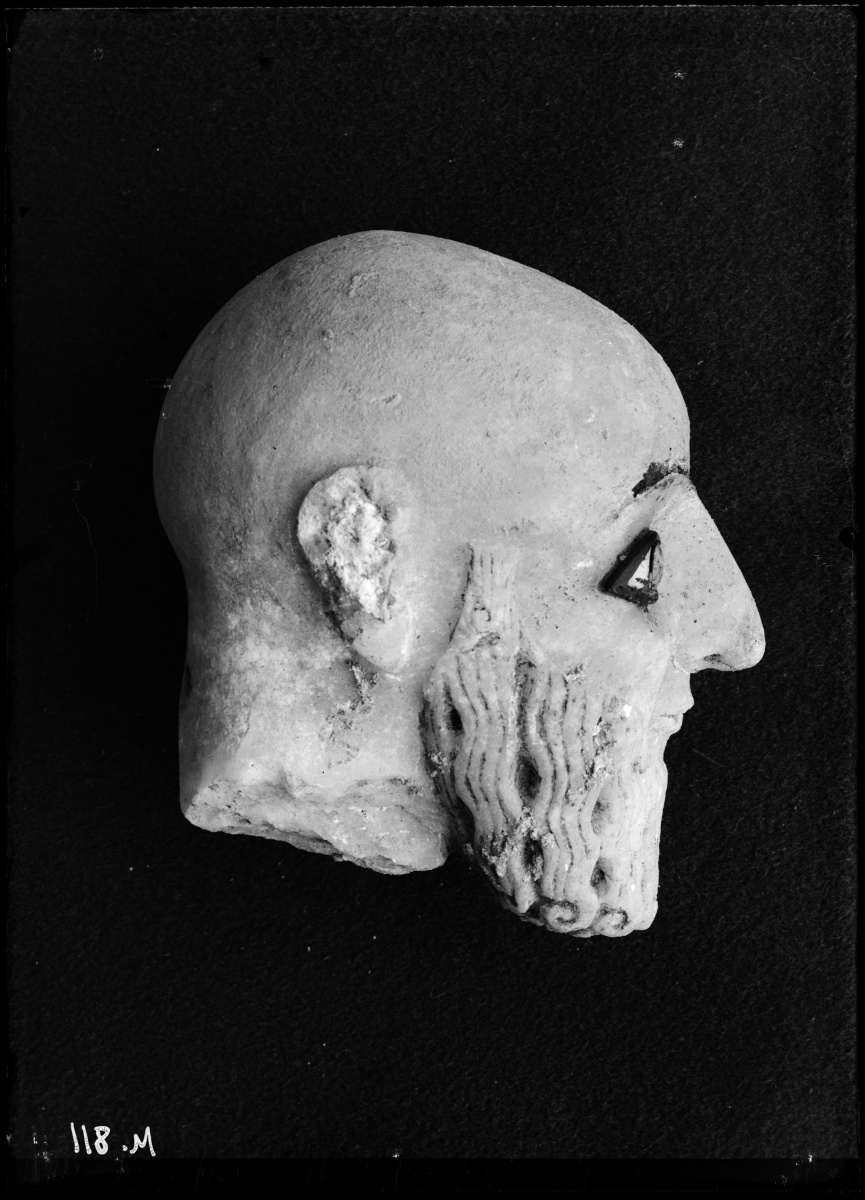
راس «إبيه إيل» عند اكتشافه

## تفاصيل التمثال

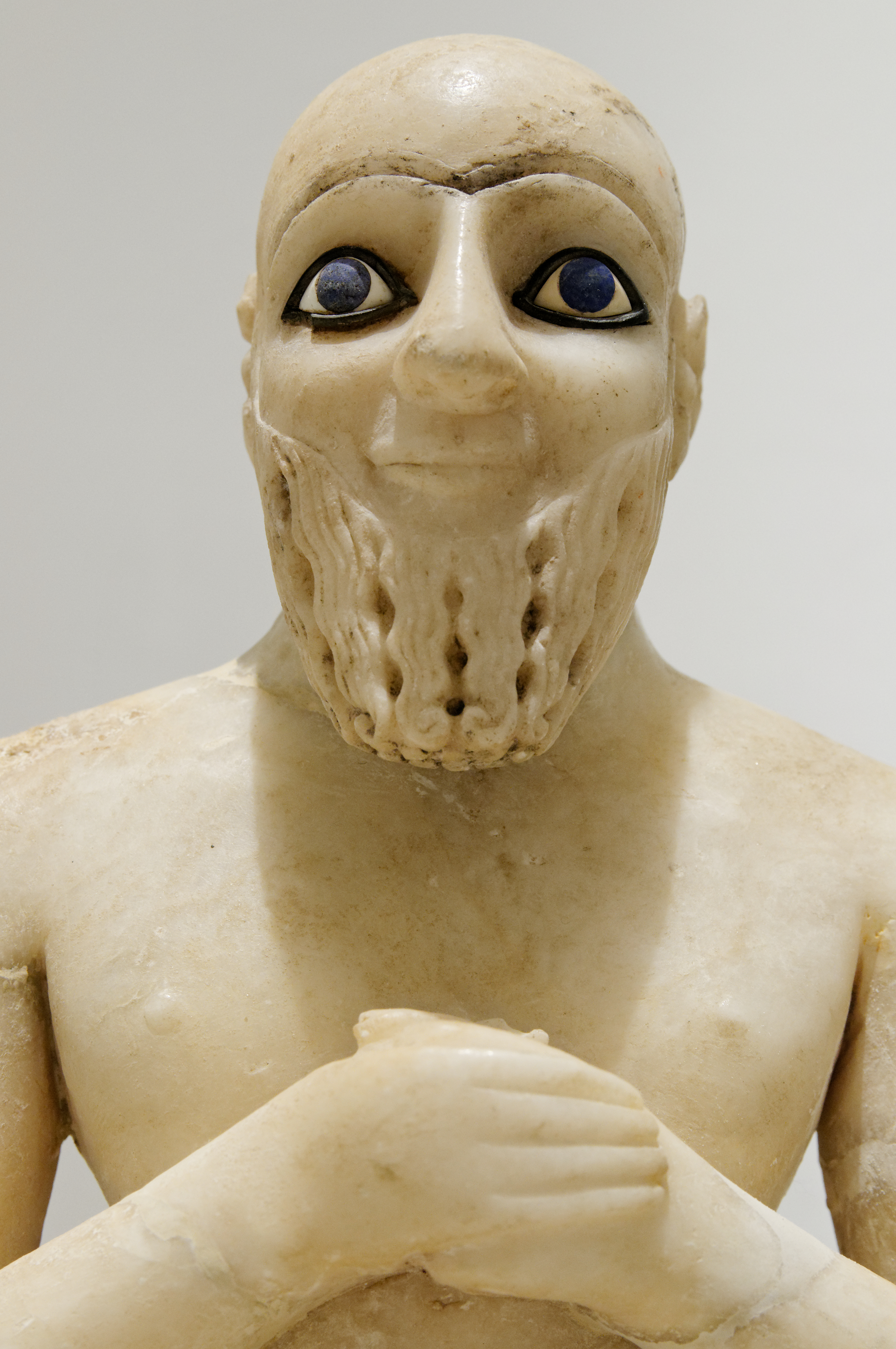
تعابير الوجه، والأيدي المشدودة في وضعية الصلاة
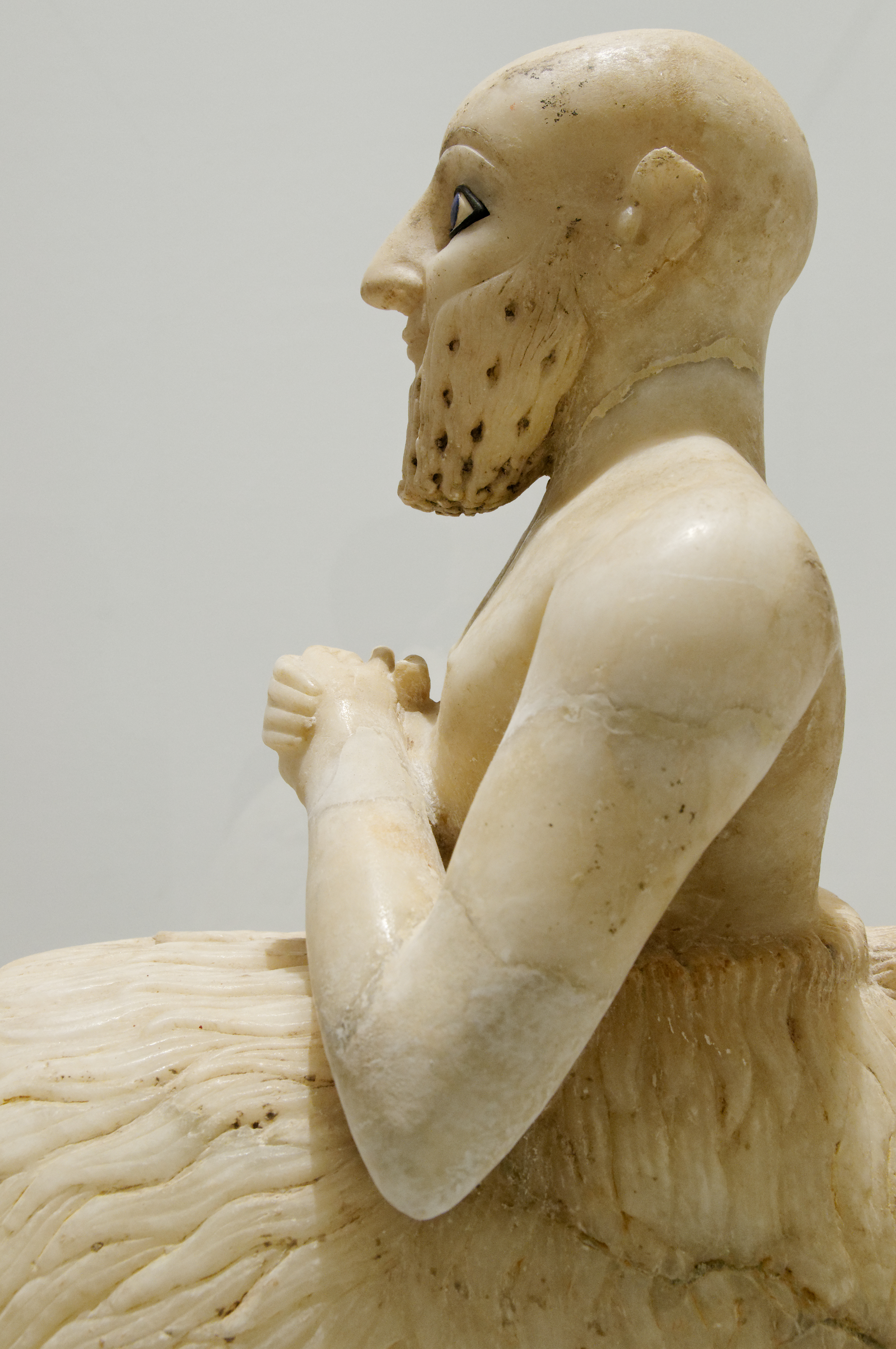
صورة جانبية للتمثال توضح وضعية الجلوس وتنورة الكاونكس
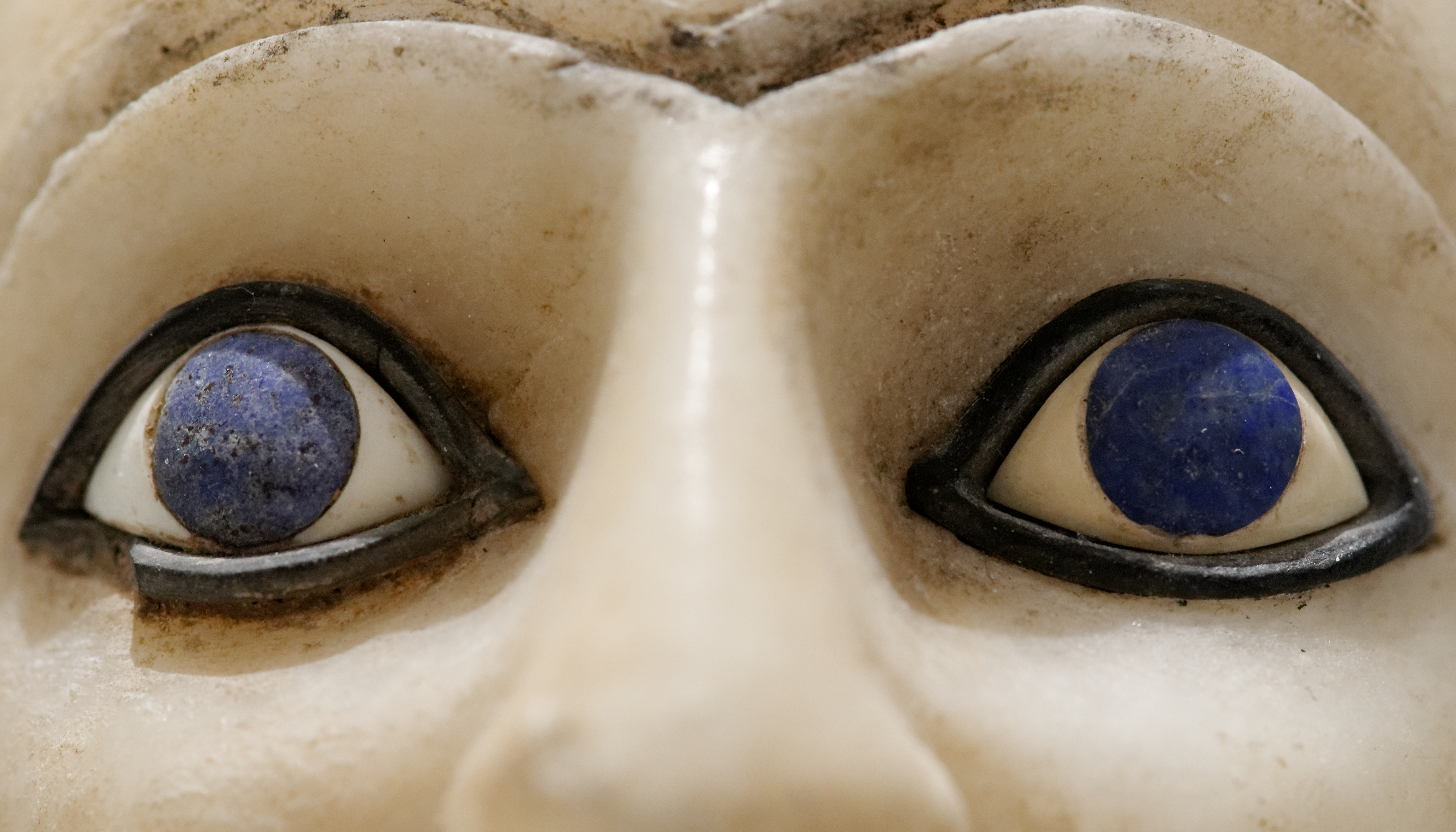
صورة مقربة للعيون المصنوعة بدقة
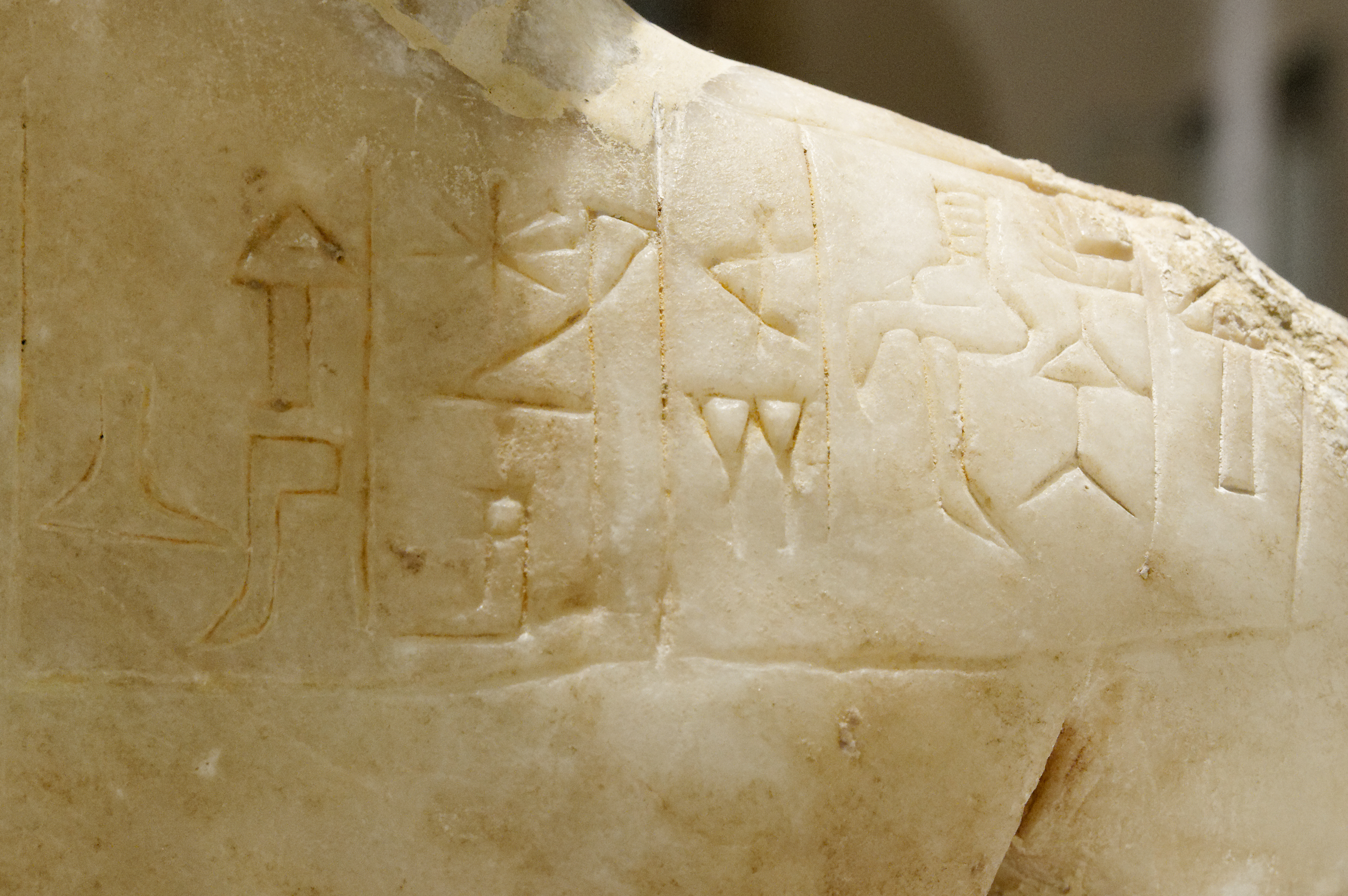
توقيع التمثال بالكتابة المسماري: "إبيه إيل، المُشرف، أهدى تمثاله لعشتار"
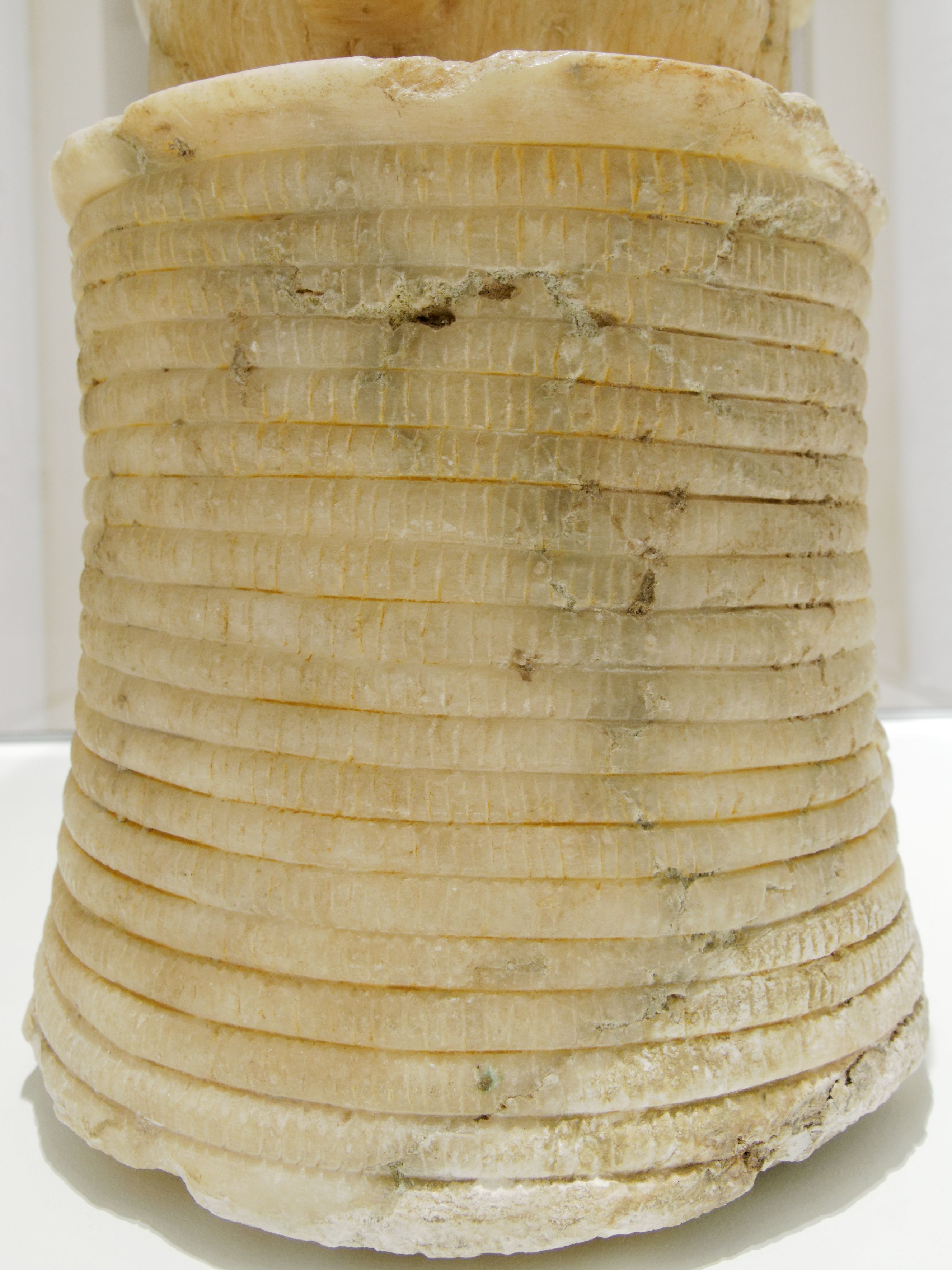
صورة مقربة توضح تفاصيل المقعد المصنوع من الخيزُران